# Mai 1770
Cette page présente les faits marquants du mois de mai 1770.

## Événements
- 30 mai : Armide abandonnée, mélodrame de Niccolo Jommelli, au San Carlo de Naples[1].